# Мело (Пистоја)
Мело је насеље у Италији у округу Пистоја, региону Тоскана.
Према процени из 2011. у насељу је живело 45 становника. Насеље се налази на надморској висини од 1062 м.